# Privy Council

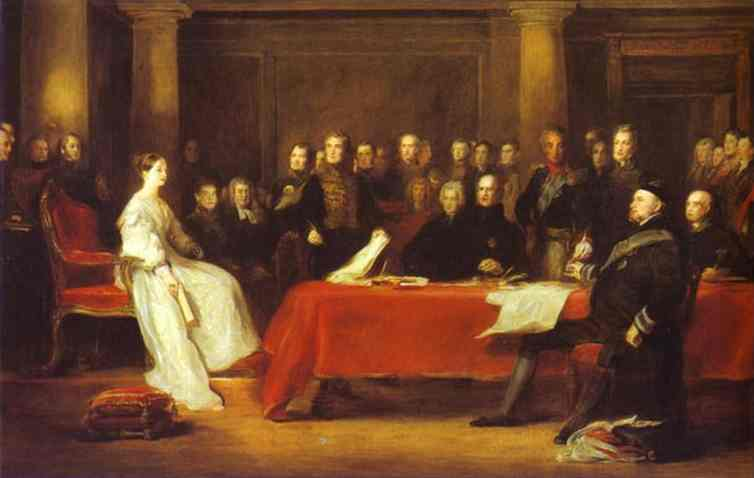
Die Erste Kronratssitzung der Königin Victoria. Gemälde von David Wilkie, 1838

His Majesty’s Most Honourable Privy Council (deutsch etwa: „Der höchst ehrwürdige Geheimrat Seiner Majestät“; kurz: Privy Council [ˌpɹɪvi ˈkaʊnsəl], deutsch: Kronrat oder Geheimrat) ist ein politisches Beratungsgremium des britischen Monarchen. Im Mittelalter und der Frühen Neuzeit das höchste legislative und judikative Regierungsorgan Englands unter dem König, nimmt der Rat heute überwiegend zeremonielle Funktionen wahr. Sein Wirkungsbereich ist stark eingeschränkt, da seine früheren Befugnisse heute von zweien seiner Ausschüsse, dem Regierungskabinett unter dem Premierminister und dem Judicial Committee of the Privy Council, wahrgenommen werden.
Der Rat kann heute nur noch Entscheidungen vorbereiten, die britische Außengebiete ohne Selbstverwaltung oder diejenigen königlichen Prärogative betreffen, in deren Rahmen der Premierminister ohne Konsultation des Parlaments exekutiv und legislativ tätig werden kann. Darüber hinaus ist er richterliche Letztentscheidungsinstanz in bestimmten Angelegenheiten (Sachgebiete oder Länder) des Commonwealth.
Wird der britische Monarch auf Ratschlag des Councils tätig, handelt er als King-in-Council oder Queen-in-Council (König- oder Königin-im-Rat). Die Mitglieder des Kronrats werden als The Lords of His Majesty’s Most Honourable Privy Council bezeichnet. Sein Vorsitzender ist der Lord President of the Council, der gleichzeitig den vierthöchsten Rang unter den Great Officers of State einnimmt. Er ist kraft Amtes Mitglied des britischen Kabinetts und als solcher meist Mehrheitsführer im Ober- oder im Unterhaus. Ein anderes wichtiges Amt ist das des Clerks (Sekretär), der alle im Privy Council beschlossenen Anweisungen unterschreibt.

## Geschichte
Während der Herrschaft der normannischen Monarchen wurde die Krone durch den königlichen Hof, die Curia Regis, beraten, die aus den direkten Kronvasallen, geistlichen Herren und hohen Beamten bestand, nur wenige Male im Jahr einberufen wurde und der die Rechtsprechung oblag. In der Zeit zwischen diesen Hoftagen ließen die Könige sich durch Mitglieder ihres eigenen Haushaltes beraten, durch „familiares, domestici und ministri“. Normannen und Anjou zogen dazu meist Angehörige ihres eigenen Adelshauses heran. Später traten für einige Ämter wie Kanzler, Schatzmeister und Oberrichter Personen mit entsprechenden Qualifikationen hinzu, meist Kleriker und Juristen. Unter König Johann Ohneland und während der Minderjährigkeit von Heinrich III. erreichte diese Gruppe von Beratern mehr Einfluss und formierte sich zu einer eigenen Organisation, dem „Council“, das später als „Privy Council“ (Kronrat) bezeichnet wurde.
So bildeten sich bereits im 13. Jahrhundert Vorformen der beiden heutigen Institutionen Parlament und Kabinett heraus. Während sich aus der curia regis, der allgemeinen Versammlung der Kronvasallen, ein feudales Parlament entwickelte, entwickelte sich aus dem privy council ein Kronrat, der die Krone in ihren Entscheidungen beriet und Einfluss auf sie ausübte. Der curia regis oblag die Aufgabe, Recht zu sprechen; sie entwickelte sich zum höchsten Gesetzgebungsorgan des Königreichs. Der Kronrat entwickelte sich im Lauf der Zeit zum Kabinett.
Später erlangte auch der Kronrat die Befugnis, rechtliche Streitigkeiten anzuhören, entweder als Erstinstanz oder als Berufungsinstanz. Gesetze, die der König auf Ratschlag des Kronrates statt auf Ratschlag des Parlaments erließ, wurden ebenfalls als gültig angesehen. Mächtige Herrscher nutzten den Kronrat häufig, um die Gerichtshöfe und das Parlament zu umgehen. Zum Beispiel hatte ein Ausschuss des Kronrates – der spätere Hof der Sternkammer (Court of Star Chamber) – während des 15. Jahrhunderts das Recht, jede Strafe zu erlassen mit Ausnahme der Todesstrafe, ohne dafür an irgendwelche Regeln betreffend der Beweise oder der Beweislast gebunden zu sein. Während der Herrschaft von Heinrich VIII. war es dem Souverän erlaubt, auf Ratschlag des Kronrates Gesetze durch deren bloße Verkündung in Kraft treten zu lassen. Der gesetzgeberische Vorrang des Parlaments konnte erst nach dem Tod Heinrichs VIII. wiederhergestellt werden.
Obwohl der Kronrat gesetzgeberische und rechtsprechende Funktionen behielt, entwickelte er sich vorwiegend zu einem Verwaltungsorgan. Der Kronrat war ein großes Organ – es bestand im Jahr 1553 aus 40 Mitgliedern – wodurch es schwierig war, ihn als Beratungsorgan zu führen. Deshalb setzte der Souverän auf einen kleinen Ausschuss, der sich später zum modernen Kabinett entwickelte. Jakob I. und Karl I. versuchten, als absolute Monarchen zu herrschen, was zu einem weiteren Machtverlust des Kronrates führte.
Nach dem Englischen Bürgerkrieg wurde Karl I. hingerichtet, die Monarchie und das House of Lords abgeschafft. Die verbleibende Kammer des Parlaments, das House of Commons, setzte einen Staatsrat ein, um Gesetze auszuführen und die Verwaltung zu steuern. Die 41 Mitglieder des Staatsrats wurden durch das House of Commons gewählt. Das Organ wurde von Oliver Cromwell geleitet, der faktisch der Militärdiktator der Nation war. Im Jahr 1653 wurde Cromwell jedoch Lord Protector, und der Staatsrat wurde auf zwischen 13 und 21 Mitgliedern verkleinert, die alle vom House of Commons gewählt wurden. Im Jahr 1657 gewährte das Unterhaus Cromwell noch größere Befugnisse, von denen manche an die Zeit der Monarchie erinnerten. Der Rat änderte seine Bezeichnung in Protector's Privy Council. Die Mitglieder waren durch den Lord Protector ernannt und bedurften lediglich der Zustimmung durch das Parlament. Kurz vor der Restauration der Monarchie im Jahr 1659 wurde der Rat des Protektors abgeschafft. Karl II. führte den Kronrat wieder ein, verließ sich jedoch auf einen kleinen Ausschuss von Beratern, wie auch andere Stuart-Herrscher zuvor.
Unter Georg I., der kaum Englisch sprach, gewann der nun als Kabinett bekannte Ausschuss des Kronrates noch größere Macht. Damit endete die Rolle des Kronrates als Ganzem, ein Organ vertraulicher Berater des Monarchen zu sein. Diese Rolle übernahm nun ein kleiner Ausschuss des Kronrates, das Kabinett; der in dieser Zeit amtierende  Robert Walpole gilt als erster Premierminister des Vereinigten Königreichs.

## Zusammensetzung
Formal ernennt der Souverän alle Mitglieder des Kronrates; in der Praxis tut er es auf Vorschlag der Regierung. Der Thronfolger und der Gemahl des Souveräns sind stets Mitglieder des Kronrates. Auch die drei höchsten Kirchenführer der Church of England, der Erzbischof von Canterbury, der Erzbischof von York und der Bischof von London, gehören dem Rat ex officio an. Weiter gehören mehrere oberste Richter dazu. Die überwiegende Zahl der Mitglieder sind jedoch Politiker. Dies sind der Premierminister, Kabinettsminister, einige höhere Minister außerhalb des Kabinetts, der Oppositionsführer und der Führer der drittgrößten Partei im Unterhaus. Auch die Lords Commissioners gehören dazu (teilweise deckungsgleich mit den vorgenannten Personen). Obwohl der Kronrat vorrangig eine britische Institution ist, werden bestimmte Vertreter anderer Commonwealth-Realms ebenfalls zu Mitgliedern des Kronrates ernannt.
Die Kronräte beeiden bei ihrem Amtsantritt mit folgender Formel:
„Sie schwören beim Allmächtigen Gott, ein ehrlicher und treuer Diener Seiner Majestät dem König zu sein als einer Seiner Majestät Geheimen Räte. Sie werden nicht wissen oder verstehen von irgendwelcher Art Angelegenheit, die versucht werden, getan oder gesprochen werden soll gegen die Person, Ehre, Krone oder Würde Seiner Majestät, sondern Sie werden dergleichen widerstehen mit all ihrer Macht, und entweder dergleichen gegenüber Seiner Majestät enthüllen oder gegenüber denjenigen in Ihrem Geheimen Rat, die Seiner Majestät davon gewahr werden lassen. Sie werden in allen Angelegenheiten, die im Rat bewegt, behandelt und debattiert werden, treu und wahrheitsgemäß ihre Gedanken und Meinung erklären, wie es ihnen ihr Herz und ihr Gewissen gebietet; und sie werden alle Angelegenheiten geheim halten, die ihnen anvertraut und enthüllt werden oder die unter Geheimhaltung im Rat behandelt werden. Und sofern irgendwelche der besagten Verträge oder Ratschläge irgendwelche der Räte betreffen werden, werden sie es diesen gegenüber nicht enthüllen, sondern sie werden es bis zu der bestimmten Zeit für sich behalten, zu der mit der Zustimmung Seiner Majestät oder des Rates die Veröffentlichung erfolgen wird. Sie werden bis zum Äußersten Treue und Gefolgschaft zu Seiner Majestät dem König wahren; und sie werden dabei helfen, alle Rechtsprechungen, Vorränge und Befugnisse zu verteidigen, die Seiner Majestät gewährt oder von der Krone durch Parlamentsgesetze oder sonst wie übernommen wurden, gegenüber allen ausländischen Fürsten, Personen, Prälaten, Staaten oder Potentaten. Und allgemein werden sie in allen Angelegenheiten so handeln, wie ein treuer und wahrhaftiger Diener es gegenüber Seiner Majestät tun sollte. So wahr ihnen Gott helfe.“
Die Mitgliedschaft endet mit der Auflösung des Kronrates. Dies geschieht automatisch sechs Monate nach dem Ableben des Monarchen. Bis zu einem unter der Herrschaft der Königin Anne erlassenen Statut, das dies änderte, wurde der Kronrat mit dem Ableben des Monarchen automatisch aufgelöst. Nach Gewohnheitsrecht ernennt der neue Souverän alle Angehörigen des Kronrates wieder, so dass in der Praxis die Mitgliedschaft lebenslang andauert.
Der Souverän kann jedoch Einzelne aus dem Kronrat ausschließen und Mitglieder können zurücktreten, um einem Ausschluss zuvorzukommen. Der letzte, der den Kronrat freiwillig verließ, war Jonathan Aitken, der 1997 nach Anschuldigungen der Veruntreuung sein Amt niederlegte. Er war damit einer der drei Kronräte, die im 20. Jahrhundert zurücktraten. Als letzter unfreiwillig ausgeschlossen wurde 1921 Edgar Speyer wegen pro-deutscher Aktivitäten während des Ersten Weltkrieges.

## Zusammenkünfte
Die Zusammenkünfte des Kronrates finden normalerweise einmal monatlich dort statt, wo sich der Monarch gerade aufhält. Der Monarch ist bei der Zusammenkunft anwesend, er kann dabei jedoch von zwei oder mehr Staatsräten vertreten werden. Gemäß der Regentschaftsakte von 1937 sind solche Staatsräte der Gemahl des Souveräns sowie die vier Personen, die in der Thronfolge am nächsten stehen, sofern sie das 21. Lebensjahr vollendet haben.
Bei den Treffen des Kronrates verliest der Lordpräsident eine Liste von Anweisungen, die erteilt werden sollen, und der Monarch sagt dazu bloß „bestätigt“. Nur wenige Minister der Krone sind bei solchen Treffen anwesend, die selten lange dauern und traditionell im Stehen abgehalten werden. Vollversammlungen des Kronrates finden nur statt, wenn der herrschende Souverän seine eigene Heirat bekannt gibt oder wenn der Monarch verstirbt. Im letzteren Fall proklamiert der Accession Council, bestehend aus Kronrat, den geistlichen Lords (lords spiritual), den weltlichen Lords (lord temporal), dem Lord Mayor of London, den Stadträten der City of London sowie den Vertretern der Commonwealth-Nationen, die Thronbesteigung des neuen Souveräns.

## Funktionen
Der Souverän übt als „König im Rat“ (King-in-Council) die ausführende Gewalt aus, indem er „Anweisungen auf Ratschlag“ bzw. „Anweisungen im Rat“ (Orders-in-Council) nach Beratung mit dem Kronrat erteilt. Diese Kabinettsorders werden von der Regierung vorgefertigt und werden verwendet, um einfache Regierungsbeschlüsse (gelegentlich aber auch zeitkritische Gesetze) zu erlassen. Des Weiteren dienen sie der Erteilung der königlichen Zustimmung zu Gesetzen, die in den britischen Krongebieten von deren Legislativorganen verabschiedet wurden. Auch Ernennungen durch die Regierung erfolgen durch Orders-in-Council. Zudem füllen die Orders-in-Council bestimmte Aufgaben der Justiz aus: Innerhalb des Vereinigten Königreichs dient ein besonderer Justizausschuss des Rates als Berufungsinstanz der Kirchengerichte, des Admiralitätsgerichts der Cinque Ports sowie weiterer Gerichte. Außerdem hört der König im Rat Berufungsverfahren aus mehreren Commonwealth-Realms, Britischen Überseeterritorien, kronunmittelbaren Militärbasen (z. B. auf Zypern) sowie Krongebieten an. Diese Fälle fallen theoretisch in die Entscheidungsgewalt des Kronrates, werden in der Praxis jedoch an den Justizausschuss des Kronrates delegiert, der aus den obersten Richtern besteht, die Kronräte sind. Der Justizausschuss hat direkte rechtsprechende Gewalt über Fälle, die sich aus der Schottlandakte von 1998, der Regierung-von-Wales-Akte von 1998 sowie aus der Nordirlandakte von 1998 ergeben.
Von den Anweisungen auf Ratschlag zu unterscheiden sind die „Anweisungen des Rates“ (Orders-of-Council). Während die erstgenannten vom Souverän auf Ratschlag des Rates vorgenommen werden, ergehen die letzteren ohne Beteiligung des Souveräns durch den Rat selbst. Diese ergehen aufgrund spezieller Kompetenzzuweisungen eines Parlamentsgesetzes und werden normalerweise dazu verwendet, öffentliche Institutionen zu regeln.
Der Souverän erlässt außerdem Königliche Satzungen (Royal Charters) auf Ratschlag des Kronrates. Diese Satzungen verleihen verfassten Körperschaften besonderen Status; sie werden zum Beispiel erlassen, um Ansiedlungen den Status von Städten und Gemeinden zu verleihen.
Eine weitere Funktion des Privy Council liegt im Informationsaustausch. Da der Oppositionsführer ebenfalls Mitglied des Privy Council ist und alle Mitglieder auf Verschwiegenheit hinsichtlich der Informationen, die sie in dieser Rolle erlangt haben, vereidigt sind, kann die Regierung sensitive Informationen etwa zu Verteidigungsfragen mit dem Oppositionsführer „on Privy Council Terms“ teilen.

## Rechte und Privilegien der Mitglieder
Die Anrede des Kronrates in seiner Gesamtheit lautet The Most Honourable (der Höchst Ehrenwerte Kronrat), während die einzelnen Kronräte den Anspruch auf die Anrede  The Right Honourable (der sehr ehrenwerte Kronrat) haben. Peers, die Kronräte sind, dürfen ihrem Namen auch die Abkürzung „PC“ nachstellen. Dies ist den Commoners verwehrt. Alle Peers haben bereits als solche den Anspruch auf die Anrede The Right Honourable, selbst wenn sie keine Kronräte sind. Manche haben sogar Anspruch auf eine höherrangige Anrede. Deshalb wird das Kürzel „PC“ benötigt, um die Mitgliedschaft im Kronrat anzuzeigen. Für Commoners ist die Anrede ausreichend, um auf die Mitgliedschaft im Kronrat hinzudeuten.
Kronräte haben im diplomatischen Protokoll Großbritanniens (order of precedence) eigene Positionen inne. Vor dem Beginn jeder Legislaturperiode dürfen Mitglieder des House of Commons, die Kronräte sind, den Amtseid vor allen anderen Abgeordneten ablegen, ausgenommen den Parlamentspräsidenten und den Parlamentsältesten. Früher war es zudem üblich, dass, sofern sich zwei Abgeordnete gleichzeitig erhoben, um zu sprechen, der Parlamentspräsident einem Kronrat bevorzugt das Wort erteilte. Diese Praxis wurde 1998 eingestellt.
Kronräten ist es gestattet, während der Debatten im House of Lords auf den Stufen des Thrones des Souveräns zu sitzen. Sie teilen dieses Privileg mit den Peers, die keine Mitglieder des House of Lords sind, den Diözesanbischöfen der Church of England, pensionierten Bischöfen, die zuvor dem House of Lords angehörten, dem Dekan von Westminster, dem Schreiber der Krone in der Kanzlei und dem Gentleman Usher of the Black Rod.
Jeder Kronrat hat ein persönliches Audienzrecht beim Souverän. Auch Peers haben jeder selbst dieses Recht. Die Mitglieder des House of Commons haben dieses Recht nur im Kollektiv. In jedem Fall darf das Recht auf persönlichen Zugang nur verwendet werden, um in öffentlichen Angelegenheiten zu beraten.

## Andere Räte
Der Kronrat ist einer der vier Haupträte des Souveräns. Die anderen drei sind die Gerichtshöfe, die commune concilium (common council oder Parlament), und das magnum concilium (Großer Rat oder die Generalversammlung aller Peers des Königreichs). Alle existieren formal weiter, doch wurde die Generalversammlung aller Peers zum letzten Mal im Jahr 1640 offiziell einberufen.
England und Schottland hatten früher eigenständige Kronräte. Diese wurden durch die Unionsakte von 1707 in einem Organ vereinigt. Irland dagegen hatte auch nach der Unionsakte von 1800 weiterhin einen eigenständigen Kronrat. Er wurde jedoch nach der Unabhängigkeit der Irischen Republik 1922 abgeschafft. Seine Nachfolge trat der Kronrat für Nordirland an, dessen Befugnisse jedoch  nach der Auflösung des nordirischen Parlaments ruhten.
Kanada verfügt seit 1867 über einen eigenen Kronrat (siehe Kanadischer Kronrat). Die vergleichbaren Staatsorgane in anderen Commonwealth-Ländern nennen sich Executive Council.